# Wiedenhof (Kürten)
Wiedenhof ist ein Wohnplatz in der Gemeinde Kürten im Rheinisch-Bergischen Kreis.

## Lage und Beschreibung
Der Ort liegt nördlich von Olpe. Er bildet mittlerweile mit Olpe einen geschlossenen Siedlungsbereich, so dass er nicht mehr eigenständig wahrgenommen wird. Der Ortsname ist noch in der Straßenbezeichnung „Zum Wiedenhof“ erhalten geblieben.

## Geschichte
Der Ort ist auf der Topographischen Aufnahme der Rheinlande von 1824 als Pastorat verzeichnet. Auf späteren Karten ist er nicht namentlich verzeichnet.
1830 hatte der Ort acht Einwohner.
Die Gemeinde- und Gutbezirksstatistik der Rheinprovinz führt Wiedenhof, hier Pfarrgut Wiedenhof genannt, 1871 mit zwei Wohnhäusern und neun Einwohnern auf.
1927 wurden die Bürgermeisterei Olpe in das Amt Olpe überführt. In der Weimarer Republik wurden 1929 die Ämter Kürten mit den Gemeinden Kürten und Bechen und Olpe mit den Gemeinden Olpe und Wipperfeld zum Amt Kürten zusammengelegt. Der Kreis Wipperfürth ging am 1. Oktober 1932 in den Rheinisch-Bergischen Kreis mit Sitz in Bergisch Gladbach auf.
1975 entstand aufgrund des Köln-Gesetzes die heutige Gemeinde Kürten, zu der neben den Ämtern Kürten, Bechen und Olpe ein Teilgebiet der Stadt Bensberg mit Dürscheid und den umliegenden Gebieten kam.

## Das ehemalige Pastorat
Ein Wiedenhof bezeichnet einen Pfarrsitz, hier den von Olpe. Das ehemalige Pastorat von 1777 ist ein aufwendig verschiefertes ehemaliges Gutshaus mit der Adresse Zum Wiedenhof 20/20a.
Weitere Sehenswürdigkeiten:
- Baudenkmal (Nr. 58) Wegekreuz gegenüber dem Wiedenhof

- Naturdenkmal Esskastanie (neben dem Wegekreuz)

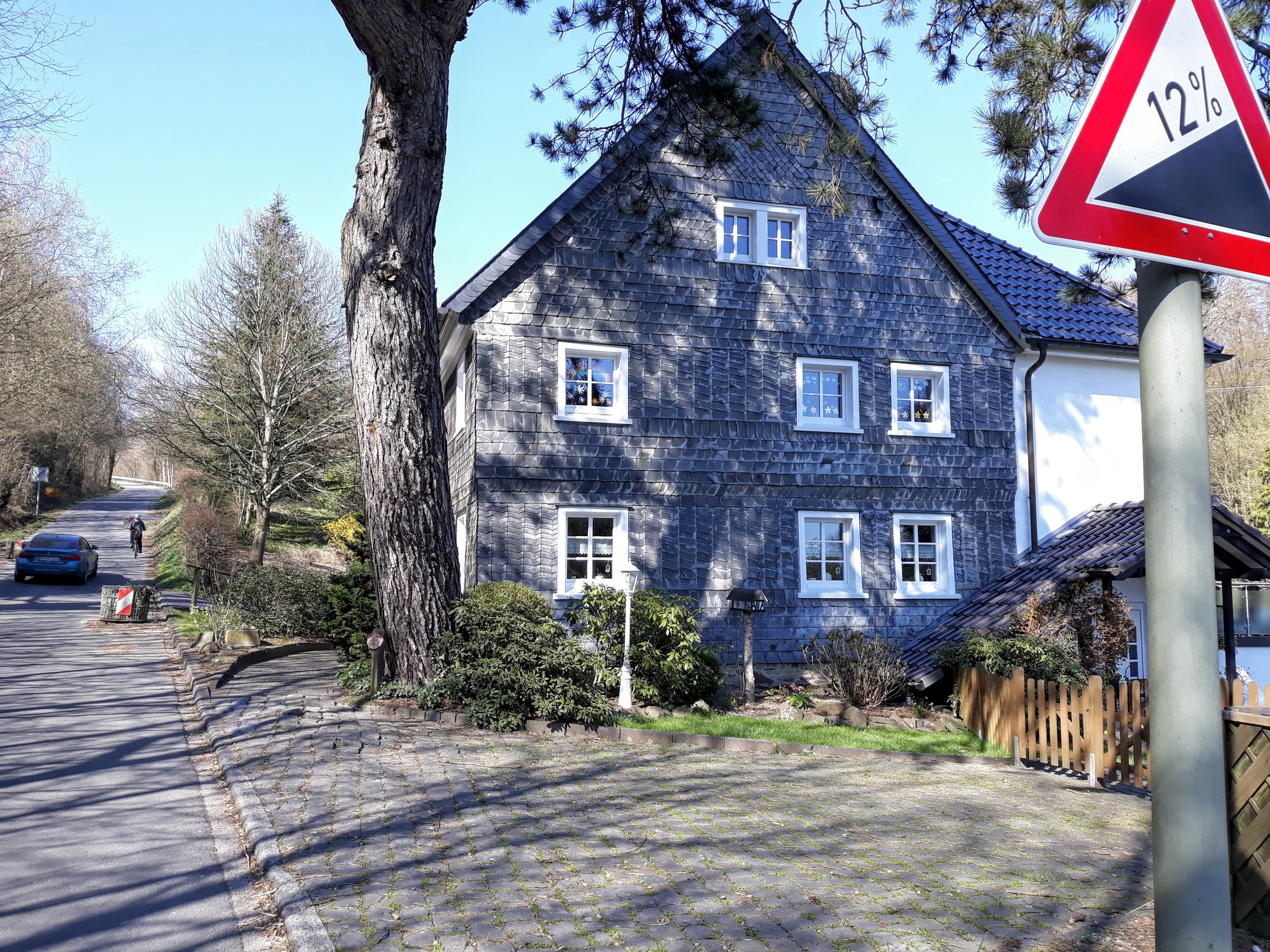
Ehemaliger Wiedenhof
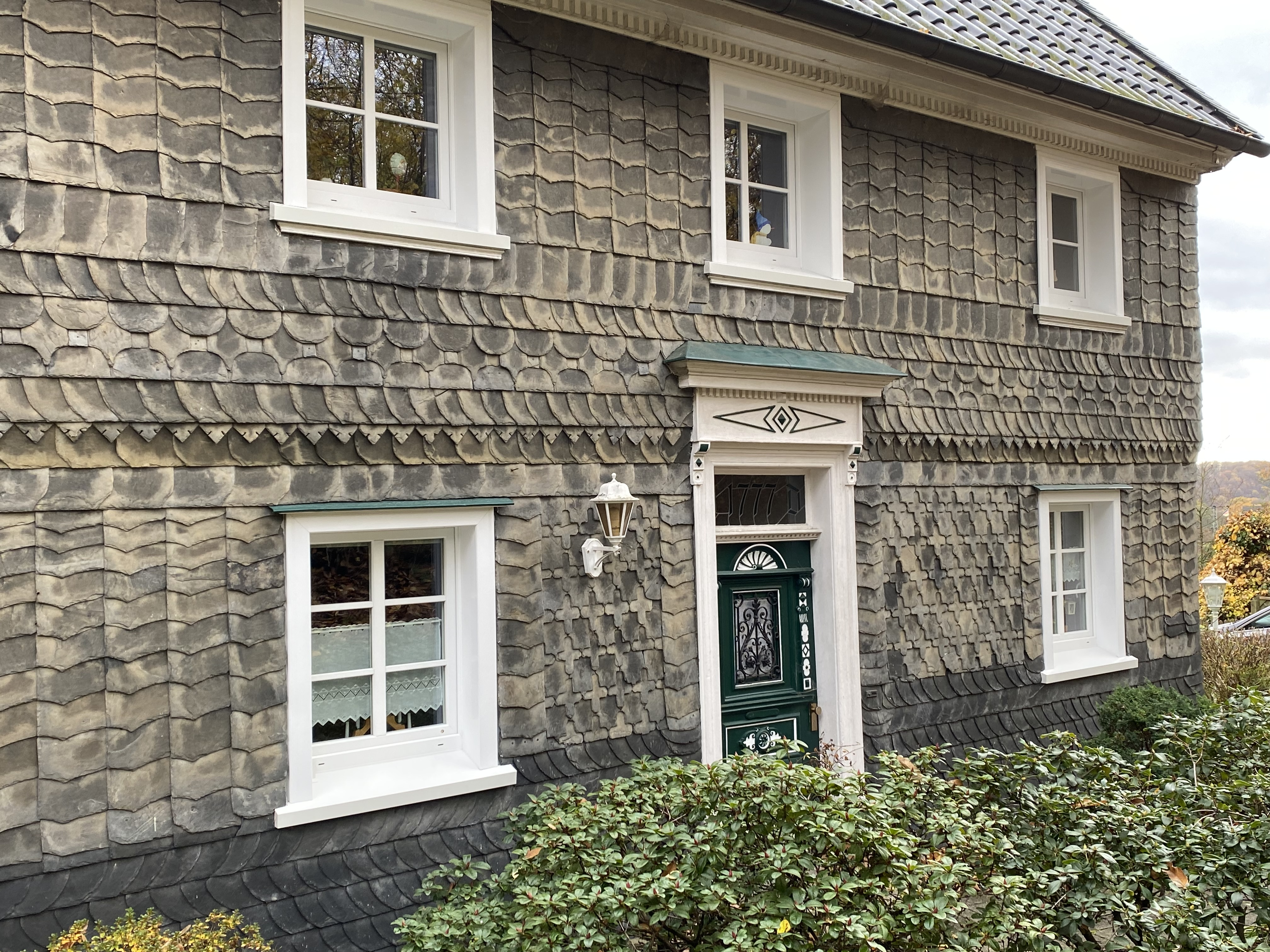
Schieferschmuck
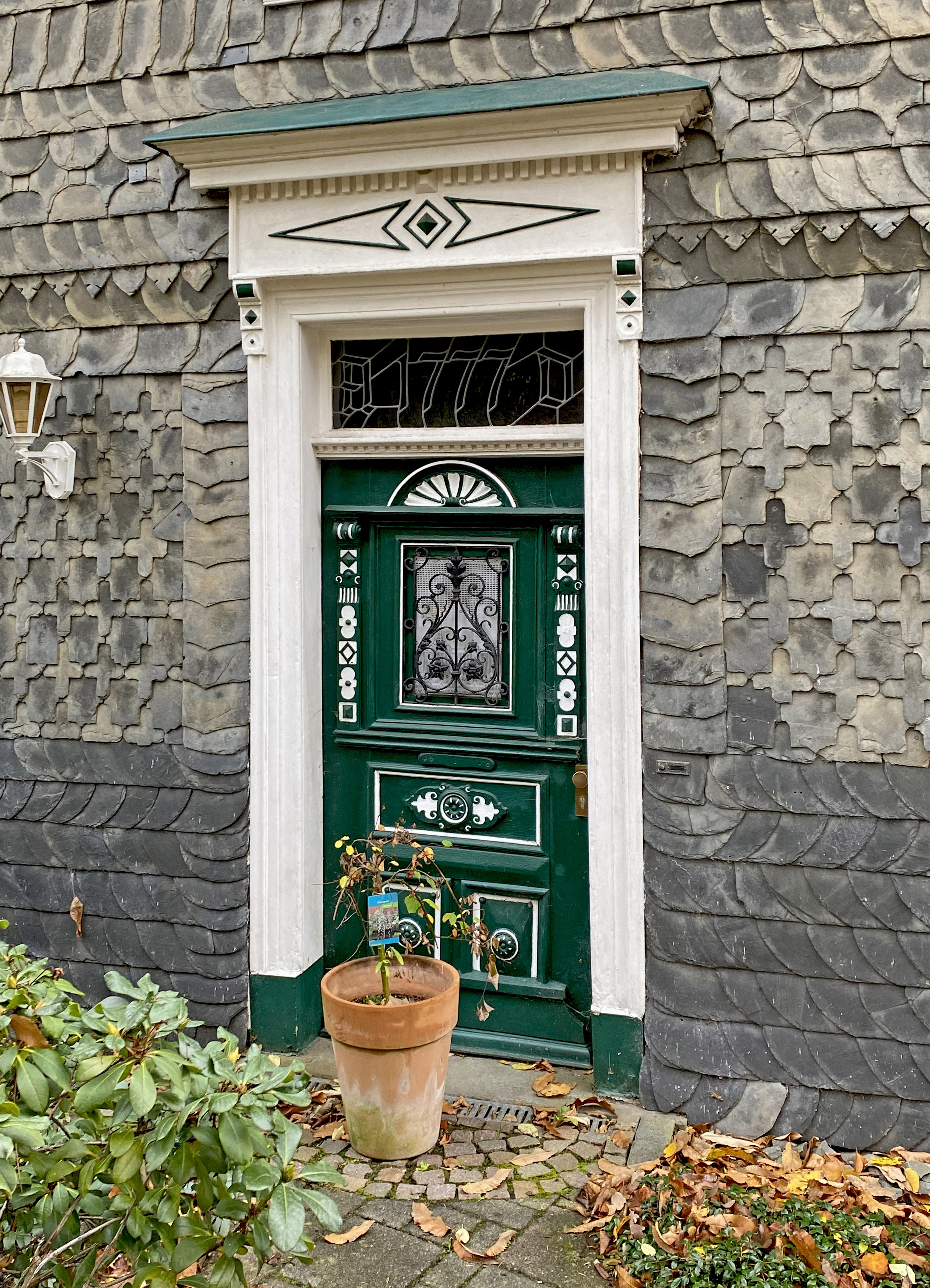
Haustür – im Oberlicht: „A 1777 D“
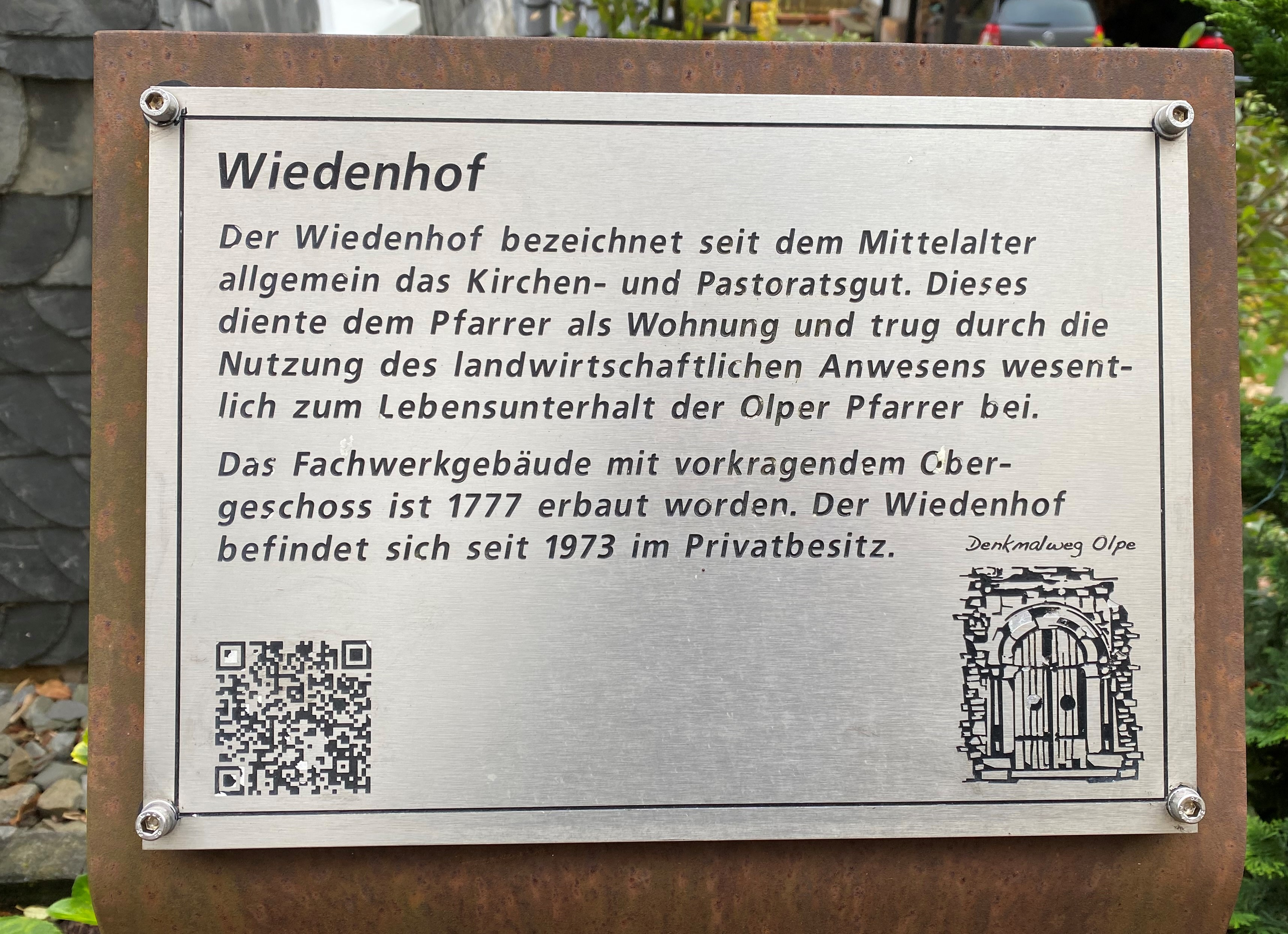
Info-Tafel
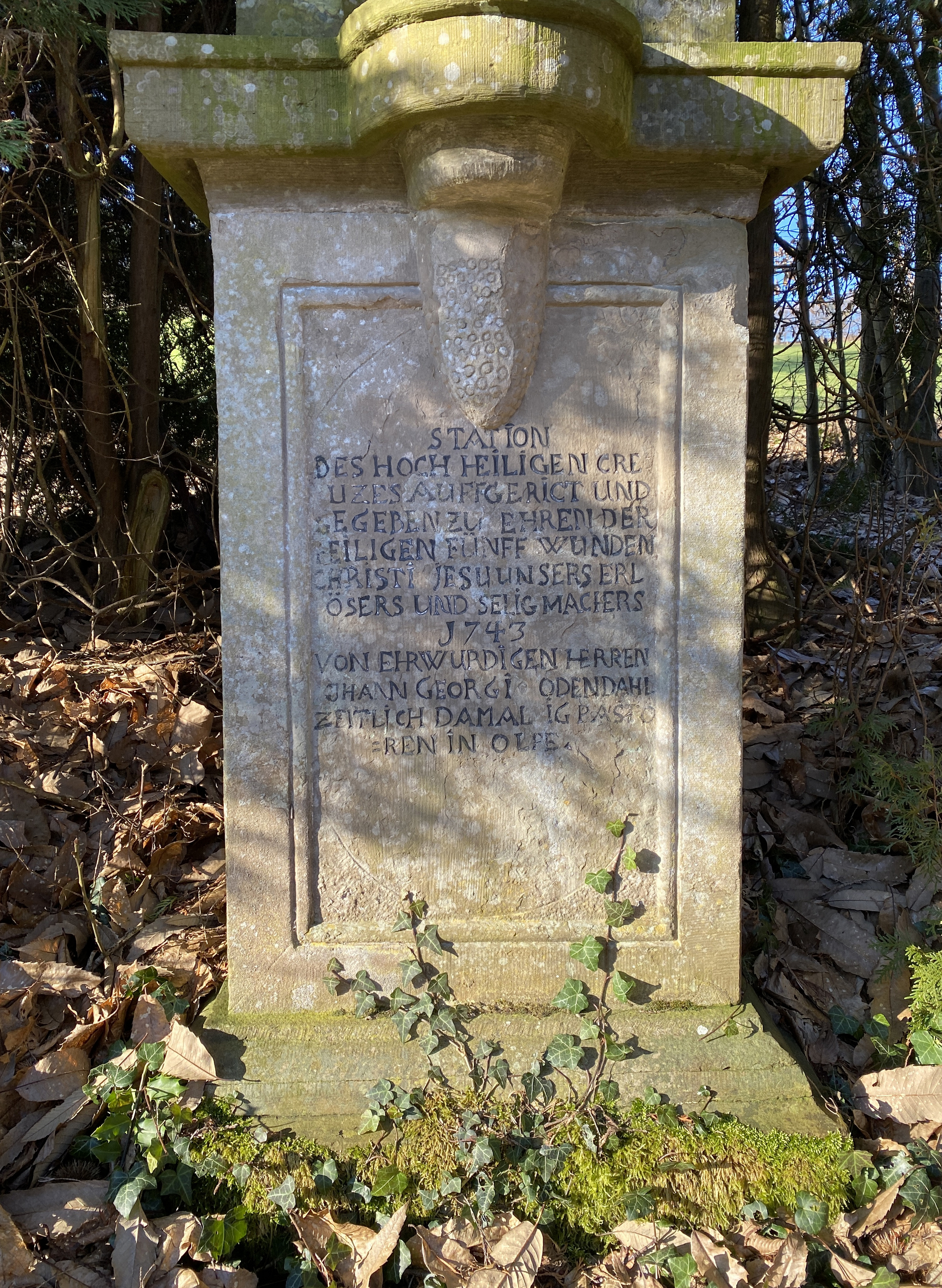
Baudenkmal Wegekreuz (1743) gegenüber Zum Wiedenhof 20
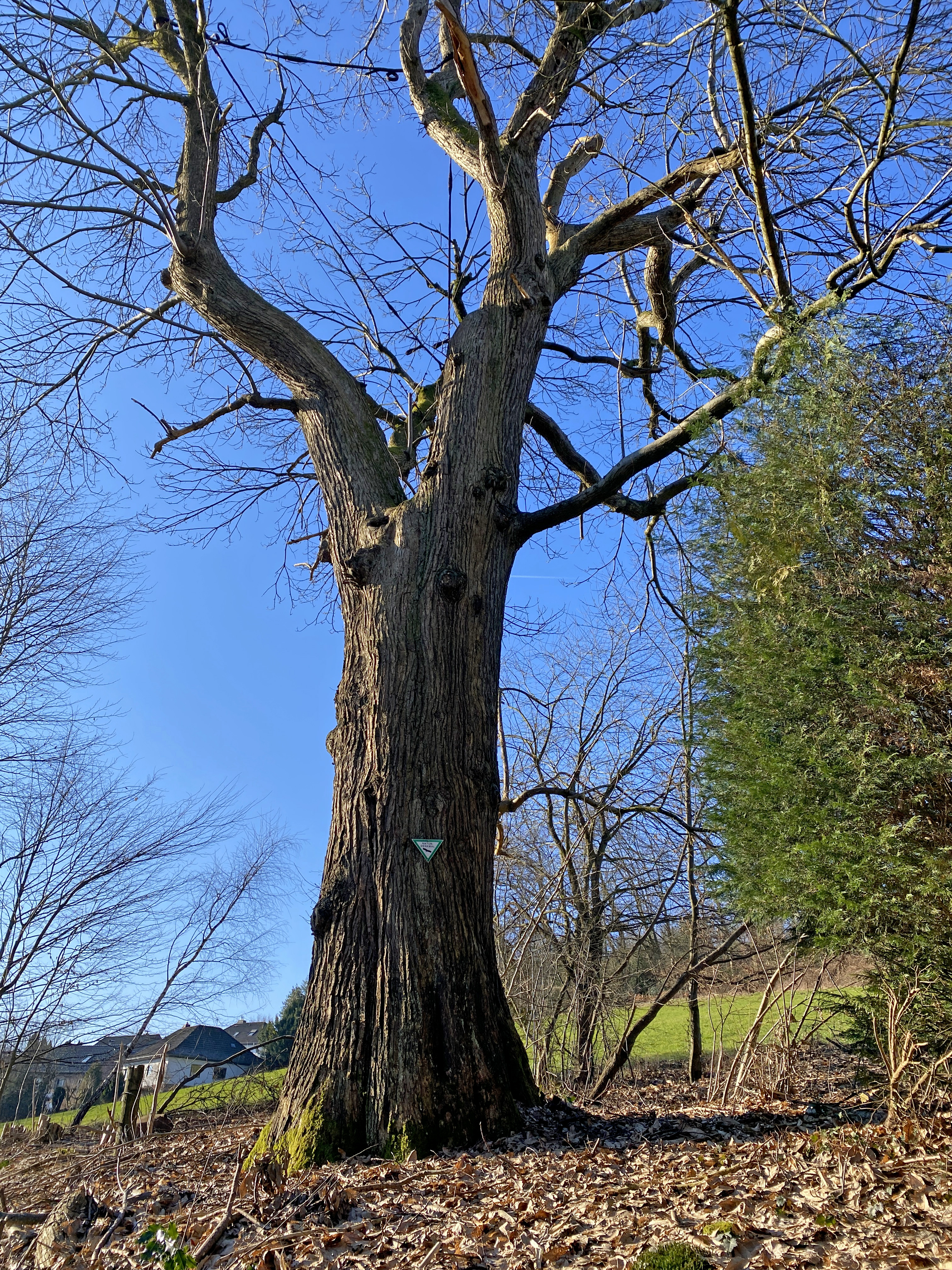
Naturdenkmal Esskastanie neben dem Wegekreuz